# MSD6 Saltholm
MSD6 Saltholm er en fjernstyret minerydningsdrone i Søværnet. Skibet er det sjette og sidste skib i Holm-klassen og er navngivet efter øen Saltholm i Øresund cirka 5 kilometer øst for Amager. Saltholm og søsterskibet MSD5 Hirsholm er anskaffet med henblik på at erstatte de ældre droner af MSF-klassen og MRD-klassen. 
Skibet blev navngivet den 28. marts 2008 ved en ceremoni på Flådestation Frederikshavn af Rigspolitichef Torsten Hesselbjerg.

## Saltholm, flere skibe
Skibet er det tredje skib i dansk tjeneste der bærer navnet Saltholm:
- Saltholm (kanonchalup, 1806-1807)
- Saltholm (inspektionsskib, 1916-1919)
- MSD6 Saltholm (minerydningsdrone, 2008-)